# Maniquí senil
El maniquí senil (Lonchura nevermanni) és un ocell de la família dels estríldids (Estrildidae).

## Hàbitat i distribució
Habita les sabanes i praderies empantanegades de les terres baixes del sud de Nova Guinea.